# 에우리노사우루스
에우리노사우루스(Eurhinosaurus)는 중생대 쥐라기전기(약 2억년 전~1억 8,000만년 전), 오늘날 유럽대륙에서 서식한 대형 어룡이다. 화석은 영국에서 발견되었다. 오늘날의 청새치와 유사한 형태로 윗턱이 길게 늘어진 것이 특징으로, 그 길이는 아래턱에 약 2배나 된다. 전체 몸 길이는 약 7m 정도 되었을 것으로 추정된다. 학명은 "폭이 넓은 도마뱀(well-nosed lizard)"이라는 의미를 갖고 있다.